# アンダードッグ効果
アンダードッグ効果（アンダードッグこうか、英: underdog effect）とは、劣勢または不利な立場の側を応援したくなるという心理現象。アナウンスメント効果の一形態と考えられる。対義表現は「バンドワゴン効果」。
以前日本では「負け犬効果」と直訳されて用いられたこともあったが、意味を誤って伝える可能性もあるので「判官びいき効果」と訳されるようになった。

## 選挙
投票行動におけるアンダードッグ効果とは、選挙前の予測で劣勢を伝えられた候補者が、有権者の同情や劣勢挽回のための支持から、当初の予想以上に獲得票を伸ばす現象を指す。